# Alexandru Vasile
Alexandru Vasile (ur. 26 października 1975) – rumuński lekkoatleta, specjalizujący się w biegach średniodystansowych.
Medalista Młodzieżowych Mistrzostw Europy (1997). Czterokrotny mistrz Rumunii w biegach na 800 i 1500 metrów.

## Osiągnięcia
- Młodzieżowe Mistrzostwa Europy, Turku 1997
  - brązowy medal – bieg na 1500 m
- Mistrzostwa Rumunii[1]
  - 4 złote medale – bieg na 800 m (1997) oraz bieg na 1500 m (1997, 1998, 1999)

## Rekordy życiowe
- bieg na 800 metrów
  - stadion – 1:48,34 (1997)
  - hala – 1:51,24 (1998)
- bieg na 1500 metrów
  - stadion – 3:34,13 (1997) – rekord Rumunii
  - hala – 3:44,34 (1998)